# Арбсе
Арбсе (фр. Arbecey) насеље је и општина у источној Француској у региону Франш-Конте, у департману Горња Саона која припада префектури Везул.
По подацима из 2011. године у општини је живело 243 становника, а густина насељености је износила 14,54 становника/km². Општина се простире на површини од 16,71 km². Налази се на средњој надморској висини од 320 метара (максималној 361 m, а минималној 232 m).

## Демографија
| 1962. | 1968. | 1975. | 1982. | 1990. | 1999. | 2011. |
| ----- | ----- | ----- | ----- | ----- | ----- | ----- |
| 285   | 272   | 225   | 206   | 226   | 234   | 243   |

График промене броја становника у току последњих година